# باول مكينتوش
باول مكينتوش (بالإنجليزية: Paul McIntosh)‏ هو لاعب هوكي الجليد أمريكي، ولد في 13 مارس 1953 في Listowel, Ontario ‏ في كندا.

## وصلات خارجية
- باول مكينتوش على موقع دوري الهوكي الوطني (الإنجليزية)
- باول مكينتوش على موقع EliteProspects.com (الإنجليزية)
- باول مكينتوش على موقع HockeyDB.com (الإنجليزية)
- باول مكينتوش على موقع Hockey-Reference.com (الإنجليزية)